# Mosquito (film)
Ne doit pas être confondu avec le film Mosquito sorti en 2020.
Pour les articles homonymes, voir Mosquito.
Pour plus de détails, voir Fiche technique et Distribution.
Mosquito est un film américain réalisé par Gary Jones, sorti en 1995. Le film inclut l'acteur Gunnar Hansen, qui a joué le rôle de Leatherface dans le film d'épouvante Massacre à la tronçonneuse (film, 1974), avec Ron Asheton, le guitariste principal de The Stooges. Un véritable culte est voué à ce film depuis sa sortie en salle et en Video Home System. Sur l'affiche du film il y a écrit : "Millions of years of evolution have just become Mankind's worst nightmare.".

## Synopsis
Un vaisseau extraterrestre s'écrase dans un parc national aux États-Unis. Des moustiques commencent à se nourrir des corps des aliens morts, ils se retrouvent alors avec la taille de vautours et se montrent très agressifs, tuant notamment chaque être humain qu'ils croisent. Quelques survivants se regroupent pour combattre ces insectes mutants.

## Fiche technique
- Titre : Mosquito
- Titre original : Mosquito (ou Blood Fever)
- Réalisation : Gary Jones
- Scénario : Tom Chaney, Steve Hodge, Gary Jones
- Production : Eric Pascarelli, David Thiry, André Blay, Danial G. Dubin, Laurie Rose Dubin, Richard Jacobson, Dale Jones
- Musique : Allen Lynch et Randall Lynch
- Photographie : Tom Chaney
- Montage : Tom Ludwig, William Shaffer
- Direction artistique : Jeff Gynyard
- Pays de production : États-Unis
- Langue : anglais
- Genre : horreur, action, science fiction, fantastique
- Durée : 93 minutes
- Date de sortie : 
  - États-Unis : 20 mai 1995
- Date de sortie DVD : 06/10/2000
- Date de sortie VOD : 01/09/2009
- Type de film : Long-métrage
- Couleur : Couleur
- Budget : ~200000$
- Box office : 986314$
- Distribué par : Acme Films, Ltd, Antibes, Inc, Excalibur Motion Pictures

## Distribution
- Gunnar Hansen : Earl
- Rachel Loiselle : Megan
- Tim Lovelace : Ray
- Steve Dixon : Parks
- Ron Asheton : Hendricks

## Autour du film
Au début du film, on y voit seulement le bras d'un extraterrestre. Celui-ci a la même apparence que dans La Guerre des mondes, de 1953.

## Distinctions
- Nomination au Saturn Award du meilleur film d'horreur 1995